# Nephrodium hastaefolium
Nephrodium hastaefolium là một loài thực vật có mạch trong họ Dryopteridaceae. Loài này được (Sw.) Diels miêu tả khoa học đầu tiên năm 1899.